# Egholm
Egholm là 1 đảo nhỏ của Đan Mạch, nằm trong phần phía đông của Vịnh hẹp khoét sâu vào đất liền Limfjorden ngay phía tây thành phố Aalborg và Nørresundby. Đảo có diện tích 6 km² và có 48 cư dân. Phần lớn đất trên đảo được trồng trọt, nhưng cũng còn một phần là khu thiên nhiên hoang dã. Mặt đất đảo khá bằng phẳng và thấp, điểm cao nhất là 1,5 m trên mực nước biển, do đó trước kia đảo thường bị lụt. Từ năm 1909 người ta đã đắp đê bao để chống lụt, tuy nhiên trong trận bão năm năm 2005, một phần đảo vẫn bị lụt.
Về hành chính, Egholm trực thuộc thị xã Aalborg và Vùng Bắc Jylland.
Về giao thông, có tuyến tàu phà nối với đảo từ thành phố Aalborg (mất khoảng 5 phút).

## Lịch sử
Egholm được cho là nổi lên từ biển trong thời đại đồ đá, khoảng 8.000 - 6.000 năm trước Công nguyên. Đảo được ghi trong Sổ địa bạ của vua Valdemar Sejr về đất đai của nhà vua, lần đầu năm 1231 với tên "Æggiæholm, et hus", tên đó dường như có ý chỉ việc người ta thu lượm trứng trên đảo trong thời trung cổ, còn 1 nhà (et hus) dường như là nhà nhỏ để nghỉ ngơi khi săn bắn của nhà vua. Suốt thời trung cổ, đảo thay đổi nhiều chủ, từ nhà vua tới các nhà quý tộc, rồi Tu viện Đức Bà ở Aalborg. Đảo có người cư ngụ thường xuyên từ khoảng năm 1500. Năm 1583 người anh hùng hàng hải gốc Faroe Magnus Heinason được bạn là vua Frederik II tặng đảo làm đất thái ấp. Từ 1809 - 1810, 6 nông gia đã mua đảo chia đều nhau. Từ năm 1818 - 1928 đảo được chia thành 20 nông trại, nay một số đã hợp nhất với nhau còn 13 nông trại.